# Framerowie
Framerowie – duet wokalny utworzony przez Zofię Szumer-Frankiewicz (Zofię Framer) i Zbigniewa Frankiewicza (Zbigniewa Framera) w Łodzi (pseudonim estradowy duetu powstał z połączenia części ich nazwisk).

## Charakterystyka
Zofia Szumer zadebiutowała w kabarecie studenckim „Piwnica 59” w Łodzi, a Zbigniew Frankiewicz w Operetce Koszalińskiej. Pierwszy występ w duecie z Marimbą, zespołem gitarzystów Jana Ławrusiewicza miał miejsce w 1959 – prezentowali wówczas piosenki latynoamerykańskie. Duet wielokrotnie występował w audycjach radiowych i telewizyjnych (m.in. „Podwieczorek przy mikrofonie”, „Zgaduj-Zgadula”, „Muzyka lekka, łatwa i przyjemna”, „Tu Łódź”), koncertował w Olympii, Music-Hallu, Berlinie Zachodnim, Monachium (otwarcie igrzysk olimpijskich), ZSRR, NRD, Czechosłowacji, Bułgarii, Danii, Austrii, Jugosławii, na Węgrzech oraz ośrodkach polonijnych Kanady i USA, a także wystąpił w fińskim filmie muzycznym Helsinki nocą.
Pod koniec kariery Framerowie, grając samych siebie, wystąpili w filmie Krzysztofa Kieślowskiego Amator (1979). Duet rozpadł się w 1980.
Zofia Szumer wyjechała do USA, gdzie zmarła na zawał serca w 1983. Zbigniew Frankiewicz wystąpił jako aktor w filmie Jerzego Ridana Sonata marymoncka (1987), był też współautorem oprawy muzycznej do tego filmu. Zmarł w Łodzi w 2001.

## Nagrody i wyróżnienia
- wyróżnienia na Krajowym Festiwalu Piosenki Polskiej w Opolu (w 1970 r. za piosenkę Mazurska kraino i w 1972 r. za piosenkę Za mało było tej miłości);
- wyróżnienie na Festiwalu Piosenki Żołnierskiej w Kołobrzegu (w 1974 r. za piosenkę Zgubiłeś mi się w chmurach);
- nagroda Prezydenta miasta Opola na Krajowym Festiwalu Piosenki Polskiej Opole’74 za piosenkę Staropolskim obyczajem[3].